# UMNファーマ
株式会社UMNファーマ（ユーエムエヌファーマ、英: UMN Pharma Inc.）は、かつて存在したバイオベンチャー。塩野義製薬の100%子会社。

## 概要
社名のUMNファーマは、Unmet Medical Needs（有効な治療法や薬剤がない疾患領域における医療ニーズ）を満たす研究開発に全精力を注ぎたい、との創業者の強い想いから命名された。
目的遺伝子を導入したバキュロウイルスを株化昆虫細胞に感染させて大量培養した後、目的タンパクだけを高度に純化する技術 (Baculovirus Expression Vector System : BEVS) を、コアプラットフォームとして有する。インフルエンザに対する次世代組み換え型サブユニットワクチンと、ノロウイルスやロタウイルスに対する新規組み換え型ワクチンの研究開発に注力している。
UMNファーマは岐阜に21,000Lの培養槽を持つ世界最大級の工場を建築し、この手法で製造したインフルエンザワクチンの承認を2014年に申請したが、2017年になってPMDAは「リスク・ベネフィットの観点に鑑み、本剤の臨床的意義は極めて乏しく審査は継続できない」として却下した。これにより経営危機に陥ったが、塩野義製薬の傘下となって救済され、現在もワクチン事業を継続している。
なお、却下されたものと同じワクチンUMN-0502（技術導入元の米国のProtein Sciences Corporation社（コネチカット州）製）は米国で2016年に承認され、既存の孵化鶏卵インフルエンザワクチンより有効性が優れているとしてFlublok（製品名）として広く使われている 。

## 沿革
- 2004年（平成16年）
  - 4月 - 設立。
- 2006年（平成18年）
  - 8月 - 米国コネティカット州のバイオベンチャーProtein Sciences Corporationから、SF+細胞により製造する遺伝子組換えインフルエンザワクチンの日本における独占的事業化権を取得。
- 2008年（平成20年）
  - 4月 - 新型インフルエンザワクチン製造工場建設用地を秋田市御所野で取得。
  - 5月 - 秋田県と秋田市双方の誘致企業として認定。
  - 6月 - 新型インフルエンザワクチンプロジェクトUMN-0501 厚生労働省より希少疾病用医薬品に指定。
- 2010年（平成22年）
  - 1月 - 株式会社IHIとインフルエンザワクチン原薬製造共同事業の基本協定を締結。
  - 4月 - アピ株式会社とインフルエンザワクチン製剤工程に関する包括的業務提携の基本協定を締結。
  - 5月 - 株式会社IHIとインフルエンザワクチン原薬の製造会社UNIGENを子会社として共同設立。
  - 7月 - 厚生労働省の「新型インフルエンザワクチン開発・生産体制整備事業（細胞培養法開発事業）」に採択される[3]。
  - 9月 - アステラス製薬株式会社とインフルエンザワクチンに関するライセンス契約を締結。
  - 11月 - Protein Sciences Corporationから中国・韓国・台湾・香港・シンガポールにおけるインフルエンザワクチンの独占的事業化権を取得。
- 2011年（平成23年）
  - 4月 - 生産技術開発の拠点となる秋田工場が操業開始。
  - 9月 - 季節性インフルエンザワクチンUMN-0502（ASP7374）の第I/II相臨床試験において被験者への治験薬接種が完了。
  - 11月 - H5N1新型インフルエンザワクチンUMN-0501（ASP7373）の第II相臨床試験において被験者への治験薬接種が完了。
  - 12月 - 季節性インフルエンザワクチンUMN-0502（ASP7374）の第I/II相臨床試験において免疫原性及び良好な忍容性を確認。
- 2012年（平成24年）
  - 1月 -ノロウイルス・ロタウイルス混合ワクチン（UMN-2003）の全世界における独占的事業化権をフィンランド・タンペレ大学ワクチン研究センターより取得。
  - 2月 - 子会社UNIGENの岐阜工場が経済産業省の「平成23年度国内立地推進事業費補助金」一次公募に採択される[4]。
  - 3月 - 上記補助金と三井住友銀行をアレンジャーとした100億円超のシンジケートローンを用い、世界最大級となるバイオ医薬品商用生産工場の建設を岐阜県揖斐郡池田町に着手[5]。
  - 3月 - H5N1新型インフルエンザワクチンUMN-0501（ASP7373）の第II相臨床試験において免疫原性及び良好な忍容性を確認[6]。
  - 6月 - アピ株式会社と共にバイオ後続品受託製造事業に参入[7]。
  - 10月 - アジア全域にインフルエンザHAワクチンを供給するための第一歩として、韓国大手日東製薬株式会社と本年12月に正式なライセンス契約書の締結をすることに基本合意[8]。
  - 12月11日 - 東京証券取引所マザーズ上場[9]。
  - 12月 - 季節性インフルエンザワクチンUMN-0502（ASP7374）の第III相臨床試験において被験者への治験薬接種が完了。
  - 12月 - 韓国日東製薬(株)とインフルエンザワクチンに関するライセンス契約締結。
- 2013年（平成25年）
  - 3月 - アピ株式会社及び株式会社ヤクルト本社との抗体バイオ後続品の共同研究開発・商業化に関する意図確認書締結。
  - 3月 - 季節性インフルエンザワクチンUMN-0502 (ASP7374) 第III相臨床試験において免疫原性の非劣性と安全性を確認。
- 2014年（平成26年）
  - 2月 - 第一三共とノロウイルスワクチンの共同研究契約を締結[10]。
- 2017年（平成29年）
  - 1月31日 - 連結子会社であるUNIGENの発行済普通株式全株をアピ株式会社に譲渡[11]。
  - 5月2日 - 資本金を217百万円に減資。
  - 10月31日 - 塩野義製薬と資本業務提携契約を締結[12]。第一三共株式会社との共同研究契約終了。
- 2019年（令和元年）
  - 12月13日 - 塩野義製薬による株式公開買付けが成立。
  - 12月19日 - 塩野義製薬の連結子会社となる[13]。
- 2020年（令和2年）
  - 3月16日 - 東京証券取引所マザーズ上場廃止。
  - 3月18日 - 株式併合により、塩野義製薬の完全子会社となる[14][15][16]。
- 2022年（令和4年）7月1日 - グループブランドの構築並びにグループブランドロゴ制定に伴い、グループ会社の油日アグロリサーチ株式会社と共にグループブランドロゴタイプに準じた「SHIONOGI Group Company」ロゴを挿入。
- 2025年（令和7年）4月1日 - ワクチン生産事業を吸収分割によりシオノギファーマに承継。UMNファーマは3月31日の臨時株主総会にて解散決議後、6月上旬までに清算される予定[17]